# Prova Ciclística 9 de Julho
El Prova Ciclística 9 de Julho és una cursa ciclista d'un dia que es disputa a l'Autodromo José Carlos Pace a São Paulo (Brasil). La primera edició es va disputar el 1933 per commemorar la Revolució Constitucionalista de 1932. De 2005 a 2009 va entrar a formar part del calendari de l'UCI Amèrica Tour.

## Palmarès masculí
| - 1933: José Magnani - 1934: José Magnani - 1935: Amélio Sorto - 1936: Luiz Lima - 1937: Rolando Montesi - 1938: Rolando Montesi - 1939: Arthur Ferreira - 1940: José Magnani - 1947: Rolando Montesi - 1948: Jorge Olivera - 1949: Fernando Moreira - 1950: José Taccone - 1951: Pedro Salas - 1952: Alves Barbosa - 1955: Alves Barbosa - 1956: Antônio Alba - 1957: Arthur Coelho - 1958: Cláudio Rosa - 1959: Luigi Cussigh - 1960: Ruben Etchebarne - 1961: Cláudio Rosa - 1962: José Élcio Corá - 1963: Tércio Andrade - 1964: Antônio Ferreira - 1965: Luiz Carlos Fonseca - 1969: Luiz Carlos Flores - 1970: Saúl Alcántara - 1971: Miguel Duarte Silva - 1972: José Brave - 1973: Saúl Alcántara - 1974: Juan Carlos Haedo - 1975: Héctor Rondán - 1976: Roberto Castromán - 1977: Miguel Duarte Silva - 1978: Edgar Cueto - 1979: Sergio Aliste - 1980: Jair Braga | - 1981: Gilson Alvaristo - 1982: Ailton Souza - 1983: Gabriel Rodrigues - 1984: Gilson Alvaristo - 1985: Ailton Souza - 1986: Marcos Mazzarón - 1987: Antonio Silvestre - 1988: Ailton Souza - 1989: Wanderley Magalhaes - 1990: Wanderley Magalhaes - 1991: Wanderley Magalhaes - 1992: Márcio May - 1993: Jamil Suaiden - 1994: Fabio Veloso - 1995: Hernandes Quadri Jr - 1996: Valdir Lermen - 1997: Valdir Lermen - 1998: Luciano Pagliarini - 1999: Patrique Azevedo - 2000: Murilo Fischer - 2001: Nilceu Santos - 2002: Rodrigo Mello - 2003: John Lieswyn - 2004: Nilceu Santos - 2005: Roberson Silva - 2006: Renato Seabra - 2007: Rafael Andriato - 2008: Michel Fernández - 2009: Bruno Tabanez - 2010: Francisco Chamorro - 2011: Roberto Pinheiro - 2012: Francisco Chamorro - 2013: Roberto Pinheiro - 2014: Flavio Cardoso Santos - 2015: Joel Cândido Prado - 2016: Joel Cândido Prado - 2017: Caio Godoy |

## Palmarès femení
| - 1989: Cibele Santini - 1990: Flávia Salvi - 1991: Cláudia Carceroni Saintagne - 1992: Cláudia Carceroni Saintagne - 1993: Carla Camargo Gardenal - 1994: Ieda Botelho - 1995: Rosane Minervino - 1996: Ieda Botelho - 1997: Alessandra dos Santos - 1998: Janildes Fernandes - 1999: Janildes Fernandes - 2000: Janildes Fernandes - 2001: Jaqueline Mantovani - 2002: Cláudia Carceroni Saintagne | - 2003: Ana Cristina Matto - 2004: Cláudia Carceroni Saintagne - 2005: Luciene Ferreira - 2006: Débora Gerhard - 2007: Luciene Ferreira - 2008: Camila Coelho - 2009: Débora Gerhard - 2010: Débora Gerhard - 2011: Fernanda Souza - 2012: Luciene Ferreira - 2013: Fernanda Souza - 2014: Camila Coelho - 2015: Camila Coelho |